# Elke Van Maldegem
Elke Van Maldegem is een Belgisch voormalig acro-gymnaste. 

## Levensloop
In 2000 werd ze samen met Aline Van den Weghe vierde (overall) op de wereldkampioenschappen in het Poolse Wrocław. In het onderdeel balans werden ze er vijfde en in het onderdeel 'tempo' derde. Op de Wereldspelen van 2001 in het Japanse Akita behaalde het duo zilver.